# Buxton
Buxton – miasto w Wielkiej Brytanii, w Anglii, w regionie East Midlands, w hrabstwie Derbyshire. Leży 27,6 km od miasta Matlock, 47,2 km od miasta Derby i 230,2 km od Londynu. W 2001 roku miasto liczyło 20 836 mieszkańców.

## Sport
W Buxton ma siedzibę klub żużlowy Buxton Hitmen, piłkarski Buxton F.C. oraz inne kluby sportowe.

## Miasta partnerskie
- Harare